# Edwin Milton Royle

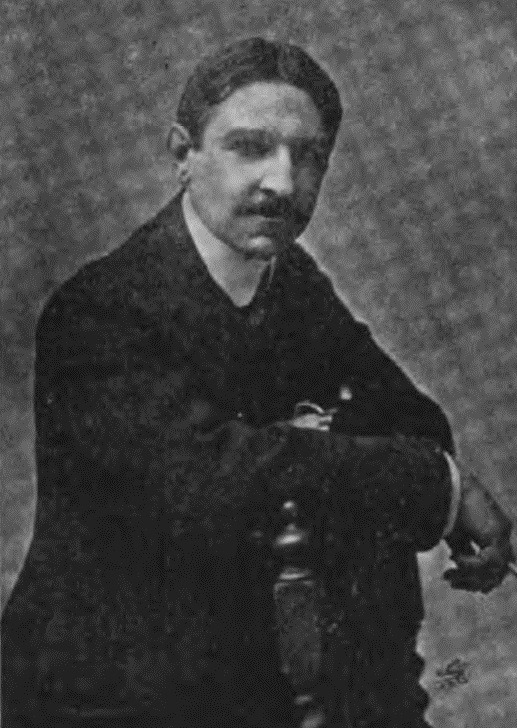
Foto de Edwin Milton Royle.

Edwin Milton Royle (1862–1942), nacido en Lexington, Misuri, Estados Unidos, fue dramaturgo y autor de novelas románticas. Escribió más de treinta obras, muchas de las cuales fueron representadas. Es conocido sobre todo por su obra de teatro The squaw man, que fue un éxito en Broadway en 1905 y se representó en diversas ocasiones hasta 1921. De la misma, Cecil B. DeMille hizo tres películas.
Su hija, Selena Royle, fue una conocida actriz de cine y de teatro.